# شاپرک‌های قاقمی
شاپرک‌های قاقمی (نام علمی: Yponomeutidae) نام یک تیره از زیرراسته ناهم‌رگه‌ها است.